# Tragédie lyrique

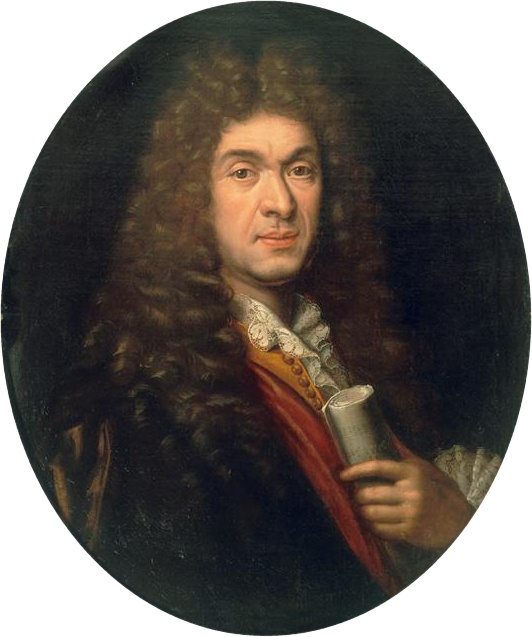
Jean-Baptiste Lully, zakladatel tragédie lyrique

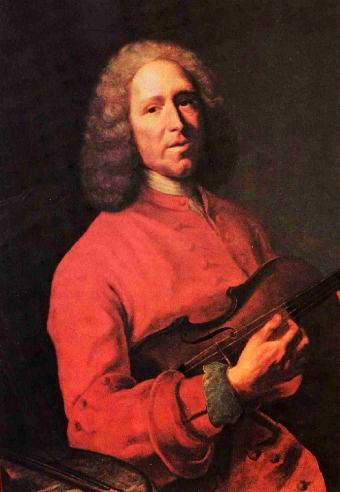
Jean-Philippe Rameau, je považován za nejlepšího tvůrce tragédie lyrique

Tragédie lyrique (Francouzská lyrická tragédie), také známá pod původním názvem Tragédie en musique (Hudební tragédie) je druh francouzské opery, který uvedl Jean-Baptiste Lully. Opery tohoto druhu jsou obvykle inspirovány příběhy klasické mytologie, nebo příběhy od Tassa, či Ariosta. Libreta nemusí mít tragický konec (z velké části jej opravdu nemají), ale atmosféra celé opery musí být noblesní a vznešená. Klasická tragédie lyrique má pět dějství. Dřívějším operám tohoto druhu předcházel zpravidla alegorický prolog, který během života krále Ludvíka XIV. oslavoval jeho ušlechtilé vlastnosti a statečnost ve válce.

## Charakteristika
Každý z pěti aktů obvykle dodržuje základní vzorec; začíná árií, v níž jedna z hlavních postav vyjadřuje své pocity, následuje dialog, kdy se recitativ střídá s krátkými áriemi (petits airs),ve kterém dochází k hlavní zápletce. Každý akt tradičně končí tzv. divertissement, při které zpívá sbor (který je obecně hojně zastoupen) a na jevišti se odehrává baletní vystoupení. Skladatelé někdy změnili pořadí jednotlivých výstupů, většinou kvůli příběhu (který tak mohl v určitých případech lépe vyniknout).

## Významná dílaTragédie lyrique
První tragédie lyrique (a první francouzská opera vůbec) je Lullyho Cadmus et Hermione (česky: Kadmos a Harmonia) z roku 1673. Jeho nejlepší tragédie lyrique je pak Isis, která získala přízvisko Opera muzikantů (ve své době však nedoceněná, zejména kvůli skandálu u dvora, který vyvolala).
Jako nejvýznamnější skladatel tragédie lyrique bývá považován Jean-Philippe Rameau (Lullyho nástupce, jako dominantní skladatel francouzské opery), který tento druh opery dovedl k dokonalosti (jeho pět oper tohoto typu bývá označováno jako mistrovské dílo tragédie lyrique).
Charpentierův Médée byl Viking Opera Guide označen jako pravděpodobně nejlepší opera 17. století.
V 18. století byla takto označována Leclairova opera Scylla et Glaucus.

## SeznamTragédie lyrique(baroko)

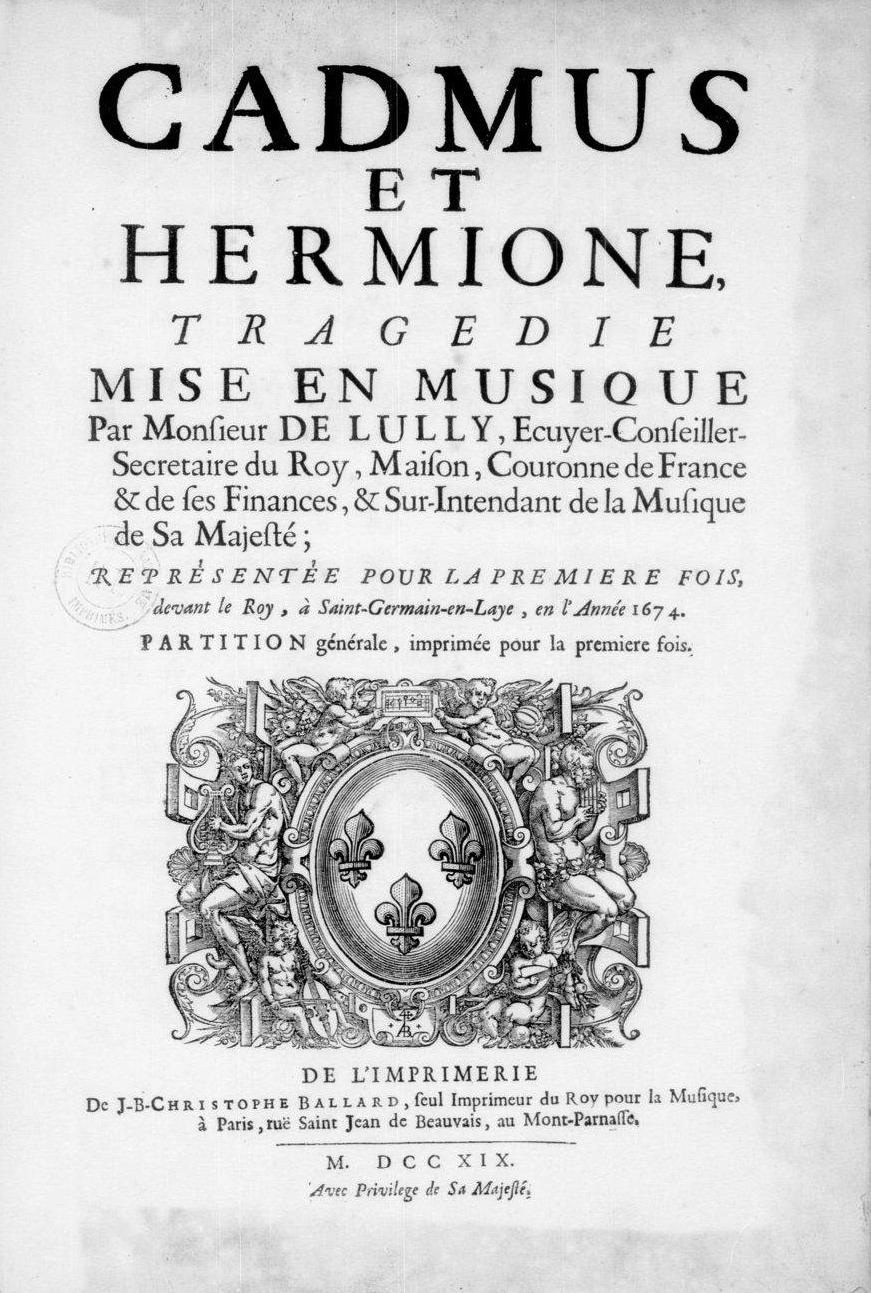
Cadmus et Hermione, první tragédie lyrique (Jean-Baptiste Lully)

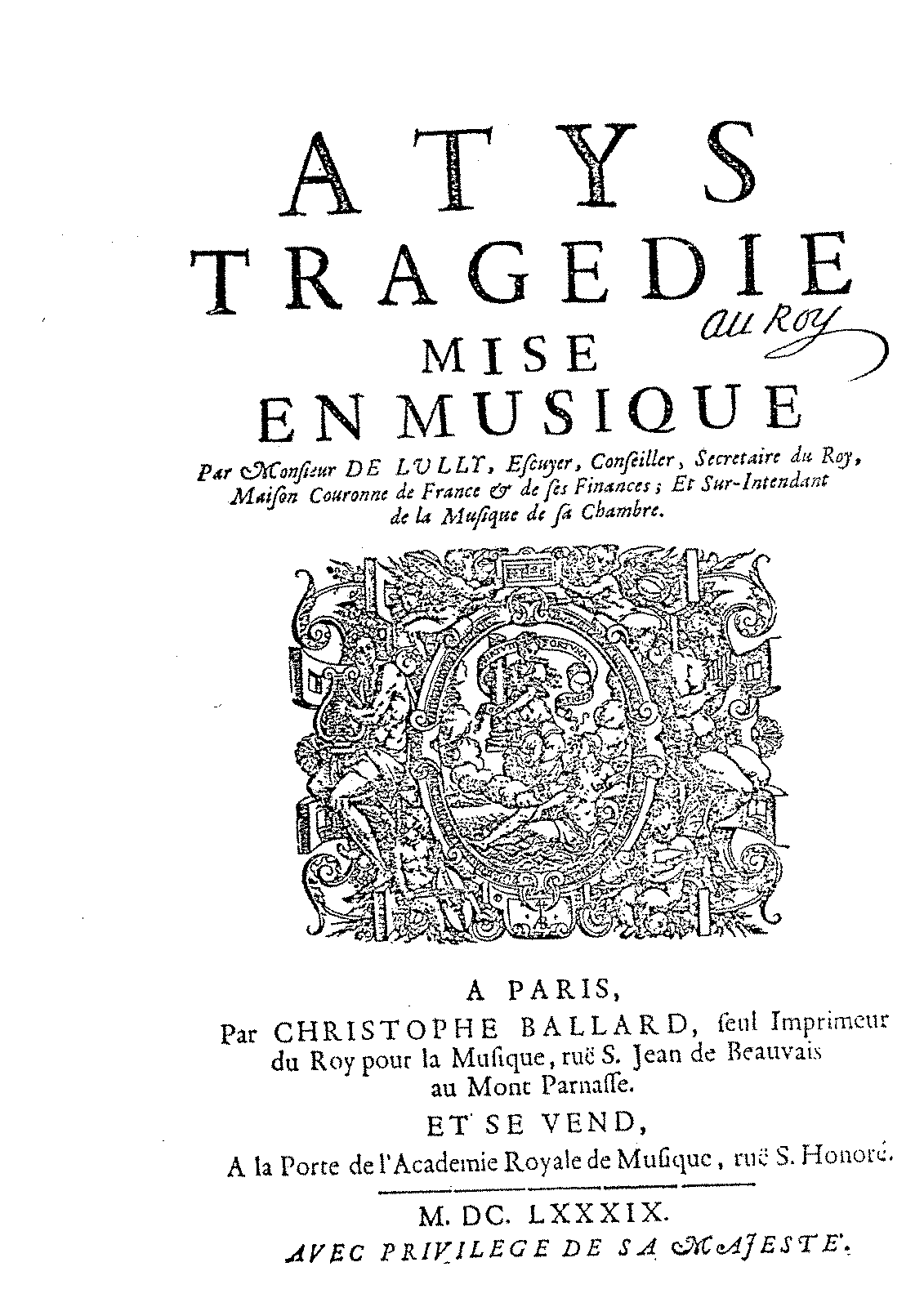
Opera Atys, vydání partitury z roku 1689 (Jean-Baptiste Lully)

Opera Isis, první vydání partitury z roku 1719 (Jean-Baptiste Lully)

Opera Bellérophon, první vydání partitury z roku 1679 (Jean-Baptiste Lully)

Opera Proserpine (Jean-Baptiste Lully)

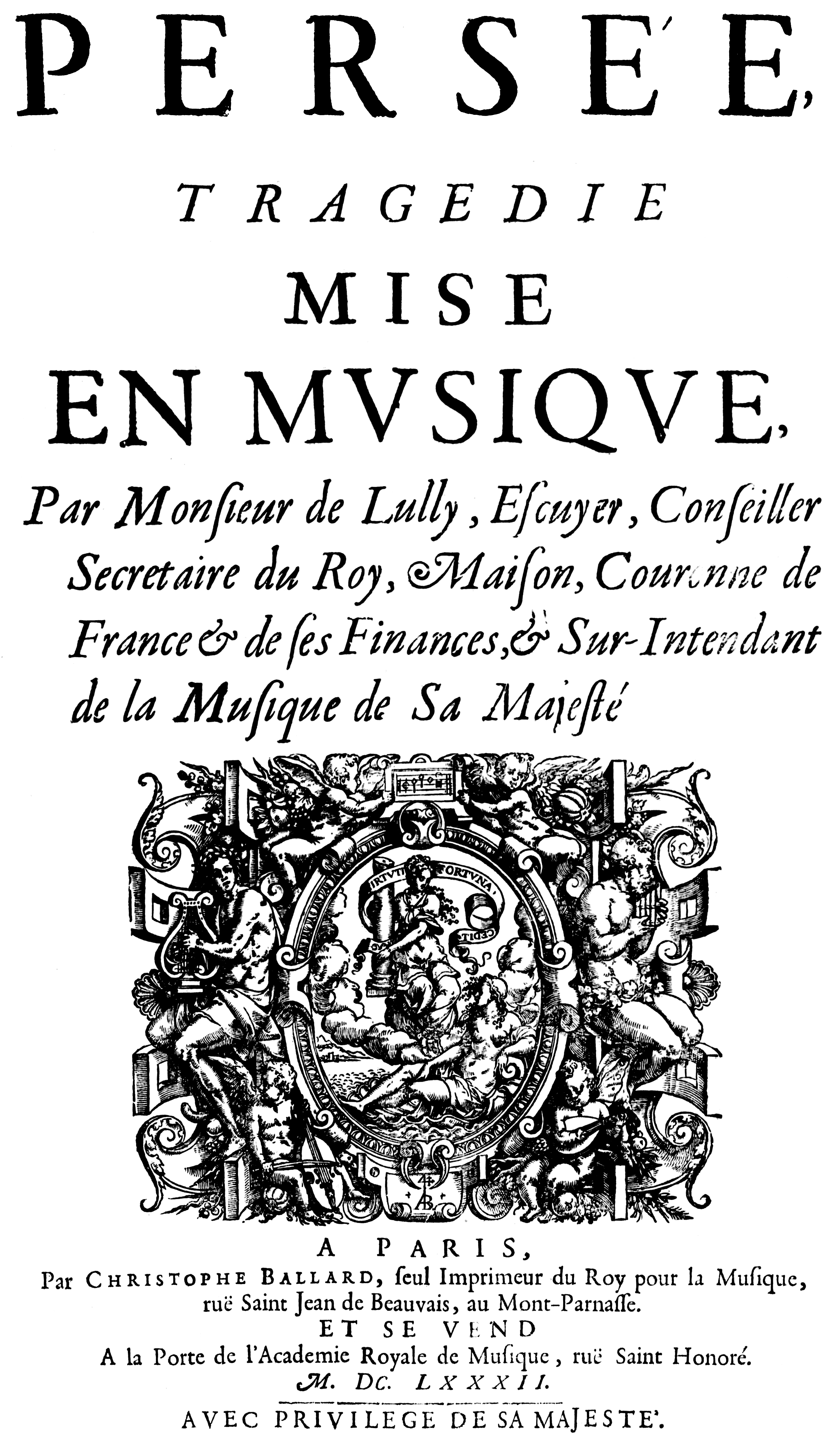
Opera Perseé (Jean-Baptiste Lully)

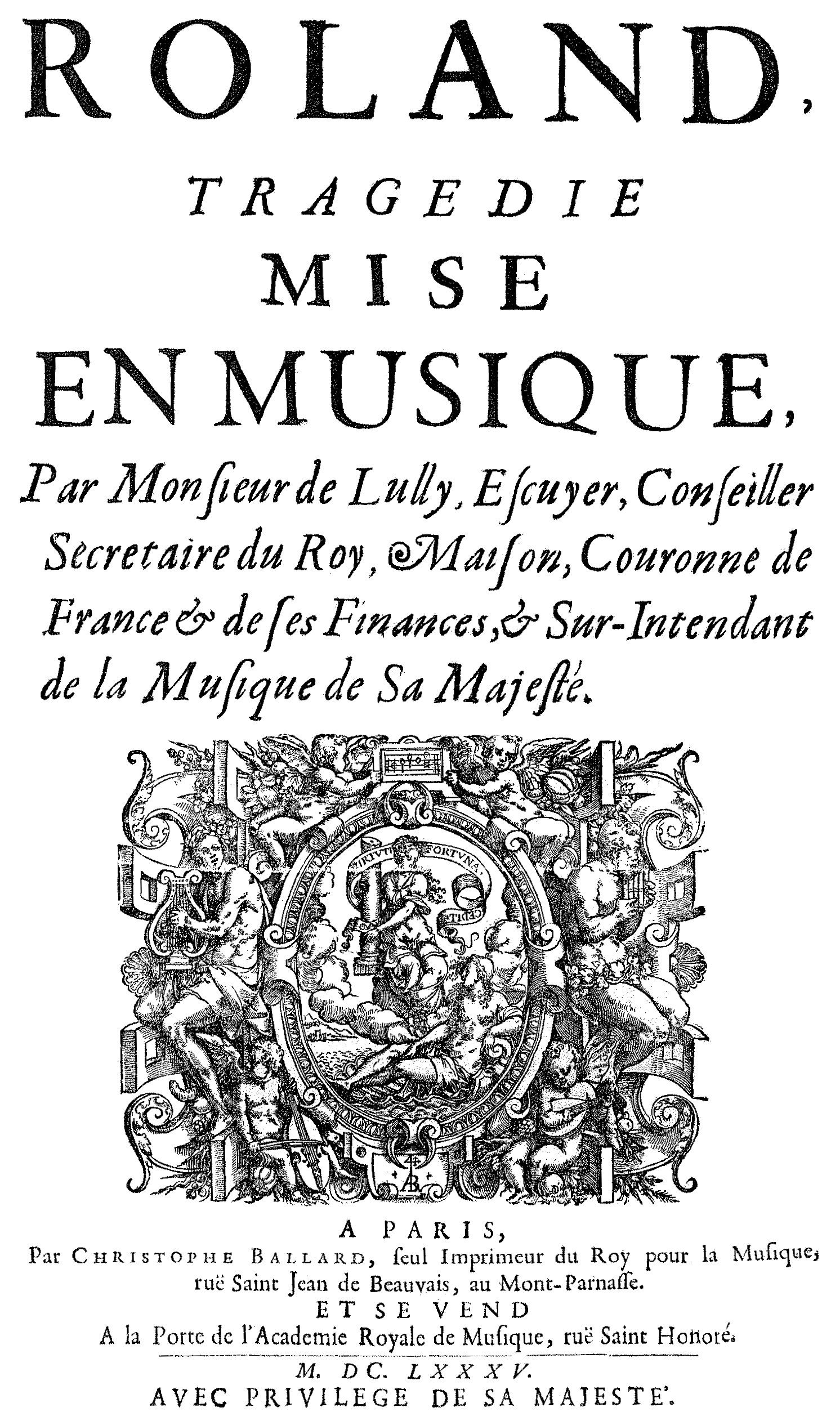
Opera Roland (Jean-Baptiste Lully)

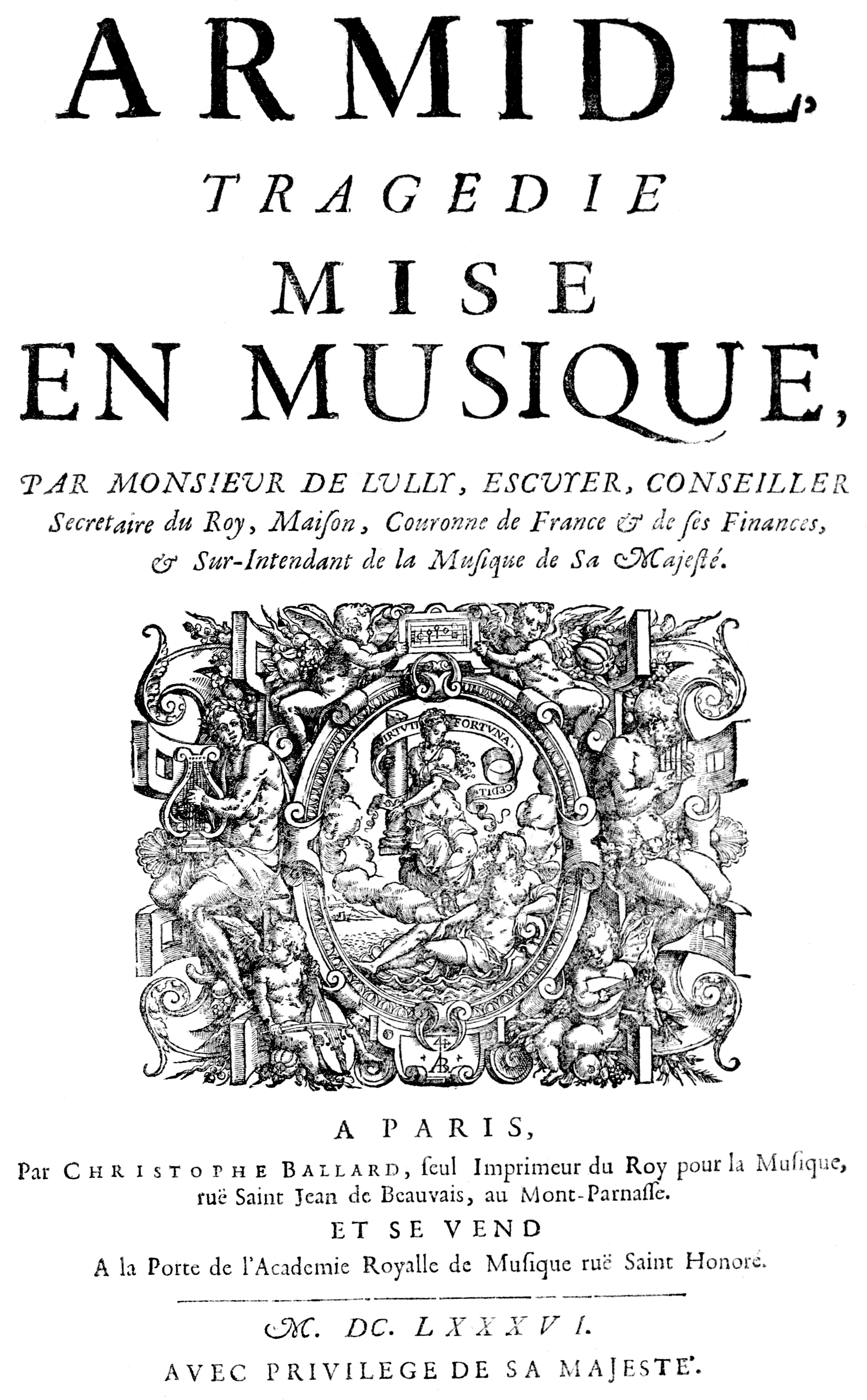
Opera Armide (Jean-Baptiste Lully)

### Jean-Baptiste Lully
- Cadmus et Hermione, LWV 49 (1673)
- Alcesta aneb Triumf Alcidy, LWV 50 (1674)
- Thésée, LWV 51 (1675)
- Atys, LWV 53 (1676)
- Isis, LWV 54 (1677)
- Psyché, LWV 56 (1678)
- Bellérophon, LWV 57 (1679)
- Proserpine, LWV 58 (1680)
- Persée, LWV 60 (1682)
- Phaëton, LWV 61 (1683)
- Amadis de Gaule, LWV 63 (1684)
- Roland, LWV 65 (1685)
- Armide & Renaud, LWV 71 (1686)
- Achille & Polyxène, LWV 74 (1687) (dokončil Pascal Collasse)

### Opery Lullyho synů
- Orphée (1690) (Louis a Jean-Baptiste, mladší)
- Alcide (Louis Lully a Marin Marais)

### Paolo Lorenzani
- Oronthée (1688)

### Pascal Collasse
- Thétis et Pélée (1689)
- Énée et Lavinie (1691)
- Astrée (1691)
- Jason, ou La toison d'or (1696)
- Canente (1700)
- Polyxène et Pirrhus (1706)

### Marc-Antoine Charpentier
- David et Jonathas (1688)
- Médée (1693)

### Henri Desmarets
- Didon (1693)
- Circé (1694)
- Théagène et Chariclée (1695)
- Vénus et Adonis (1697)
- Iphigénie en Tauride (1704, dokončil André Campra)
- Renaud ou la suite d'Armide (1722)

### Marin Marais
- Alcide (1693) (s Lullyho synem Louisem)
- Ariane et Bacchus (1696)
- Alcyone (1706)
- Sémélé (1709)

### Élisabeth Jacquet de La Guerre
- Céphale et Procris (1694)

### Charles-Hubert Gervais
- Méduse (1697)
- Hypermnestre (1716)

### André Cardinal Destouches
- Amadis de Grèce (1699)
- Marthésie, reine des Amazones (1699)
- Omphale (1701)
- Callirhoé (1712)
- Télémaque (nebo Télémaque et Calypso) (1714)
- Sémiramis (1718)

### André Campra
- Hésione (1700)
- Tancrède (1702)
- Télémaque (1704)
- Alcine (1705)
- Hippodamie (1708)
- Idoménée (1712)
- Télèphe (1713)
- Camille, reine des volsques (1717)
- Achille et Déidamie (1735)

### Theobaldo di Gatti
- Scylla (1701)

### Jean-Féry Rebel
- Ulysse (1703)

### François Bouvard
- Médus, roi des Mèdes (1702)

### Louis Lacoste
- Philomèle (1705)
- Bradamante (1707)
- Créuse l'athénienne (1712)
- Télégone (1725)
- Orion (1728)
- Biblis (1732)

### Toussaint Bertin de la Doué
- Cassandre (1706) (with François Bouvard)
- Diomède (1710)
- Ajax (1712)

### Jean-Baptiste Stuck
- Méléagre (1709)
- Manto la fée (1711)
- Polydore (1720)

### Joseph François Salomon
- Médée et Jason (1713)
- Théonoé (1715)

### Jean-Baptiste Matho
- Arion (1714)

### Jean-Joseph Mouret
- Ariane (1717)
- Pirithoüs (1723)

### François FrancœuraFrançois Rebel
- Pirame et Thisbé (1726)
- Tarsis et Zélie (1728)
- Scanderberg (1735)

### Joseph-Nicolas-Pancrace Royer
- Pyrrhus (1730)

### Michel Pignolet de Montéclair
- Jephté (1732)

### Jean-Philippe Rameau
- Hippolyte et Aricie (1733)
- Castor et Pollux (1737)
- Dardanus (1739)
- Zoroastre (1749)
- Les Boréades (1764)

### Charles-Louis Mion
- Nitétis (1741)

### François Colin de Blamont
- Jupiter vainqueur des Titans (1745) (spolu s Bernardem de Burym)

### Jean-Marie Leclair
- Scylla et Glaucus (1746)

### Marquis de Brassac
- Léandre et Héro (1750)

### Antoine Dauvergne
- Énée et Lavinie (1758)
- Canente (1760)
- Hercule mourant (1761)
- Polixène (1763)

### Jean-Benjamin de La Borde
- Ismène et Isménias (1763)

### Jean-Joseph de Mondonville
- Thésée (1765)